# Tentative d'assassinat d'Édouard de Galles
La tentative d’assassinat d’Édouard de Galles a lieu le 4 avril 1900, lorsque Jean-Baptiste Sipido, un jeune anarchiste belge âgé de 15 ans, tire sur le prince Édouard, prince de Galles (futur roi Édouard VII), alors qu’il s’apprête à embarquer à bord d’un train à la gare de Bruxelles-Nord, à la suite de son retour du Danemark.
Motivé par son opposition à l’impérialisme britannique et à la seconde guerre des Boers, Sipido tire plusieurs balles en direction de la voiture royale, sans parvenir à toucher sa cible. Aucune personne n’est blessée lors de l’attentat.
Cet événement, ajouté aux accusations britanniques et américaines concernant les exactions commises dans l'État indépendant du Congo, provoque une crise diplomatique entre la Belgique et le Royaume-Uni.